# Bacalhau à lagareiro

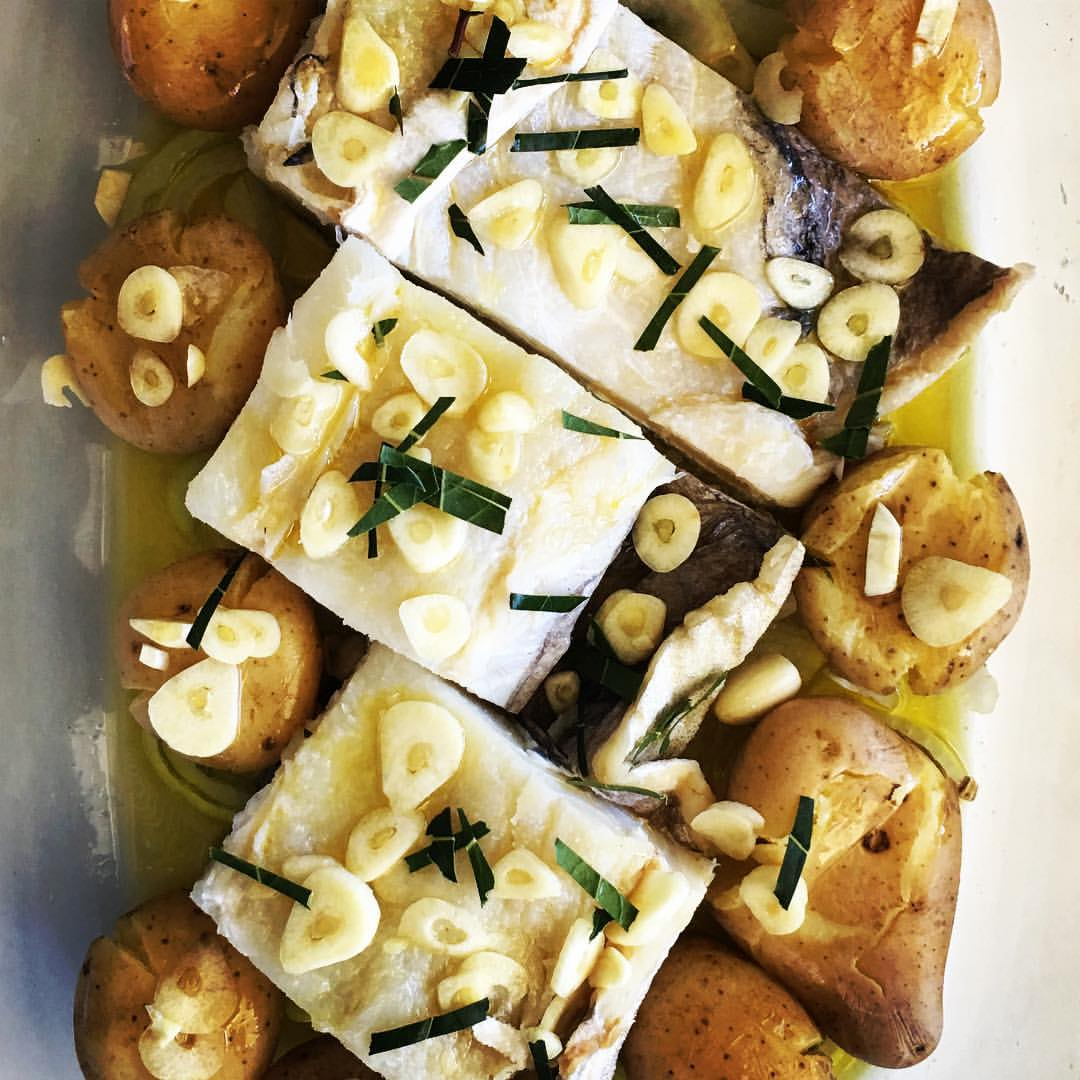
Bacalhau assado, acompanhado de batatas a murro.

Bacalhau à Lagareiro é um prato tradicional da Beira Litoral, Portugal,, embora também se defenda uma origem no Minho[carece de fontes?], e em Trás-os-Montes.
Pensa-se ter origem nos lagares, podendo ter sido criado pelos trabalhadores da azeitona (lagareiros), que regavam o bacalhau com azeite novo produzido no Outono.
Segundo a obra Tesouros da Cozinha Tradicional Portuguesa, a tradição popular refere que a receita foi inventada pelo proprietário de um lagar situado nas proximidades de Viseu, que cozinhava o bacalhau em grande quantidade de azeite fresco, juntando-lhe batatas pequenas.
Originalmente confecionado apenas com bacalhau salgado e empanado com pão duro e esmigalhado, e saboreado com alho cru ou assado, à receita foram acrescentadas Batata a murro, um ingrediente introduzido em Portugal durante a Era dos Descobrimentos.
Maria de Lurdes Modesto situou a origem da receita no Minho.
Há também uma versão com polvo, polvo à lagareiro.